# Hospital de Huoshenshan

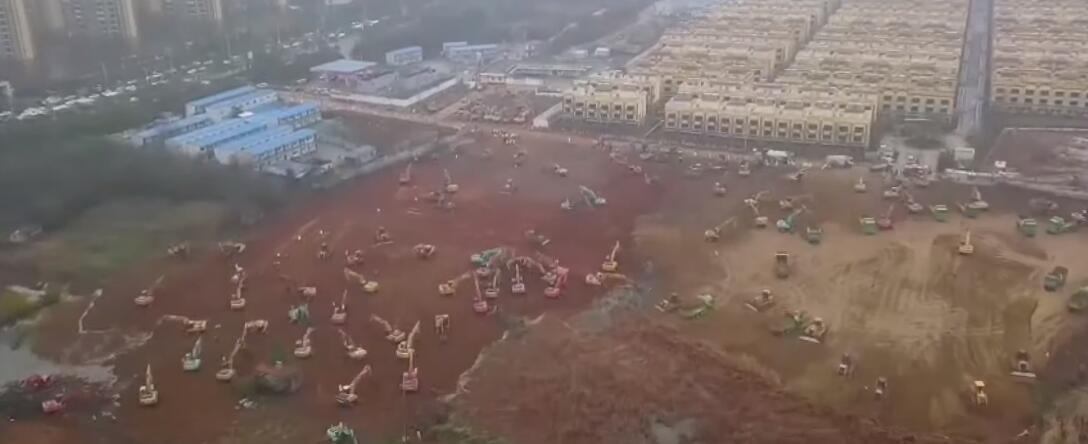
Lloc de construcció de l'Hospital Huoshenshan

L'Hospital de Huoshenshan (xinès simplificat: 火神山医院, pinyin: Huǒshénshān Yīyuàn, literalment Hospital de la muntanya del Déu del foc) és un hospital de campanya especialitzat en emergències que es construí en resposta al brot de coronavirus del 2019-2020. La construcció va començar el vespre del 23 de gener de 2020 i estava previst que comencés a operar el 3 de febrer. La instal·lació es troba a prop del llac Huoyin Hu (知音湖) al districte de Caidian, Wuhan, Hubei, Xina, al costat de Wuhan Worker Sanatorium (武汉职工疗养院), i està dissenyat per tractar les persones amb el nou coronavirus del 2019.
Està dissenyat amb el mateix model que l'hospital Xiaotangshan (小汤山医院), que es va construir als suburbis de Beijing en sis dies per a atendre als afectats per la pandèmia de SARS l'any 2003.
Un segon hospital de camp, el de Leishenshan, també es va començar a construir amb el mateix model. Un cop finalitzada la construcció, l'hospital estarà sota la plena gestió de l'Exèrcit d'Alliberament Popular.

## Etimologia
El nom "Huoshen" (火神) prové de Zhurong un personatge important de la mitologia xinesa i la religió popular xinesa que era conegut com els avantpassats del poble Chu, i l'emperador Yan, un llegendari antic governant xinès en la pre- temps dinàstics que eren coneguts com a avantpassats del poble xinès. El nom també està relacionat amb el concepte de Foc a la filosofia xinesa Wuxing. En la medicina tradicional xinesa, el pulmó pertany a l'element Metall, el metall (金) governa el pulmó (肺), i el Foc supera el metall, cosa que implica l'esperança que la malaltia pulmonar per al 2019-nCoV acabi sent eliminada.